# Weather with You
Weather with You is een nummer van de Australische rockband Crowded House. Het is de vierde single van hun derde studioalbum Woodface uit 1991. Op 17 februari 1992 werd het nummer op single uitgebracht.

## Achtergrond
Volgens Neil Finn gaat het nummer over het feit dat mensen hun eigen weer en hun eigen milieu creëren. De single werd een (bescheiden) hit in Oceanië en een paar Europese landen. In Australië, het thuisland van Crowded House, werd de 27e positie behaald. In Nieuw-Zeeland de 9e, Canada de 34e, Zweden de 37e, Frankrijk de 30e, Duitsland de 23e, Zwitserland de 8e, Ierland de 19e en in het Verenigd Koninkrijk de 7e positie in de UK Singles Chart.
In Nederland was de single op vrijdag 27 maart 1992 Veronica Alarmschijf op Radio 3 en werd een radiohit in de destijds twee landelijke hitlijsten op de nationale publieke popzender. De single bereikte de 11e positie in de  Nederlandse Top 40 en piekte op de 10e positie in de Nationale Top 100.
In België bereikte de single de 9e positie in de voorloper van de Vlaamse Ultratop 50 en de 12e positie in de Vlaamse Radio 2 Top 30. In Wallonië werd géén notering behaald.

## NPO Radio 2 Top 2000
| Nummer met noteringen in de NPO Radio 2 Top 2000 | '99 | '00 | '01 | '02 | '03 | '04 | '05 | '06 | '07 | '08 | '09 | '10 | '11 | '12  | '13  | '14  | '15  | '16  | '17  | '18  | '19  | '20  | '21  | '22  | '23  | '24  |
| ------------------------------------------------ | --- | --- | --- | --- | --- | --- | --- | --- | --- | --- | --- | --- | --- | ---- | ---- | ---- | ---- | ---- | ---- | ---- | ---- | ---- | ---- | ---- | ---- | ---- |
| Weather with You                                 | 378 | 334 | 348 | 474 | 535 | 608 | 792 | 809 | 606 | 625 | 978 | 920 | 950 | 1250 | 1099 | 1445 | 1489 | 1414 | 1489 | 1316 | 1441 | 1328 | 1378 | 1285 | 1475 | 1604 |

1. ↑  Een vetgedrukt getal geeft de hoogste notering aan.